# فیگلس
فیگلس (به اسپانیایی: Fígols) یک شهرستان در اسپانیا است که در بارسلون واقع شده‌است.

## خصوصیات
فیگلس ۲۹٫۳۱ کیلومترمربع مساحت و ۴۹ نفر جمعیت دارد و ۱٬۱۵۴ متر بالاتر از سطح دریا واقع شده‌است.